# Новосибирская областная специальная библиотека для незрячих и слабовидящих
Новосибирская областная специальная библиотека для незрячих и слабовидящих (НОСБ) — учреждение культуры Новосибирской области, созданное в 1965 году для людей с глубоким нарушением зрения. Расположена в Центральном и Кировском районах Новосибирска. Входит в состав Российской библиотечной ассоциации.

## История
Библиотека основана в 1965 году для людей Новосибирска и Новосибирской области с различными зрительными нарушениями.
В 1995—1996 годы исполняла Президентскую программу «Дети России» (раздел «Дети-инвалиды и культура»).
В 1996 году библиотека организовала Международную научно-практическую конференцию «Информационный потенциал специальной библиотеки для слепых в реализации социальной политики региона».
В 1999 году НОСБ провела Межрегиональный учебный семинар «Организация удалённого доступа и обмена информации в библиотеках для слепых Урала, Сибири и Дальнего Востока».
В апреле 2002 года библиотека провела Международную научно-практическую конференцию «Библиотеки, обслуживающие людей с ограничениями жизнедеятельности, и общественный сектор на пути к социальному партнёрству».
В 2011 году специалисты НОСБ овладели технологией создания аудиокниг в  стандарте DAISY.

## Деятельность
Библиотека предоставляет людям с нарушением зрения информацию на специальных носителях (рельефно-графические пособия, рельефно-точечные издания, аудиокниги, учебно-методические видеофильмы на социальную тематику и т. д.), а также создаёт эти средства. Выпускает многоформатные пособия, объединяющие аудио-, крупношрифтовой, рельефно-точечный и рельефно-графический форматы, создаёт аудиокниги и аудиогиды (аудиогиды, в том числе, были созданы для участников и гостей зимних Олимпийских и Паралимпийских игр 2014 года в собственной аудиостудии по заказу «Оргкомитета Сочи 2014»).
НОСБ выпустила рельефно-графические схемы-карты Новосибирского метро, а также метрополитенов ряда крупных российских городов.
Библиотека обучает использованию адаптивного информационного и коммуникационного оборудования.

## Библиотечные фонды и оборудование
В библиотеке находятся свыше 150 тысяч различных документов: аудиокниги, документы, изданные шрифтом Брайля, крупношрифтовые книги, рельефно-графические пособия и т. д.
В НОСБ имеется различная адаптивная техника: аудио- и видеоаппаратура, синтезаторы речи, оснащённые брайлевскими дисплеями компьютеры, принтеры, позволяющие печатать рельефно-точечным шрифтом, электронные лупы, оборудование для создания тактильных рельефно-графических изделий.

## Сотрудничество
Библиотека поддерживает сотрудничество с российскими и зарубежными организациями для людей с физическими ограничениями: с информационными и реабилитационными центрами, волонтёрскими организациями, публичными и специальными библиотеками из США, Австралии, Дании, Германии, Австрии, Испании, Израиля и т.д.